# Alexei Loginov
Alexei Loginov (russisch Алексей Иванович Логинов/Alexei Iwanowitsch Loginow; * 8. Januar 1993 in Saratow) ist ein russisch-niederländischer Eishockeyspieler, der seit 2016 erneut bei den Tilburg Trappers unter Vertrag steht und mit dem Klub in der deutschen Oberliga Nord spielt.

## Karriere

### Clubs
Alexei Loginov begann seine Karriere als Eishockeyspieler im Nachwuchsbereich von Kristall Saratow in seiner Geburtsstadt. Als 16-Jähriger kam er in die Niederlande und schloss sich den Tilburg Trappers an. Nachdem er zunächst in der zweiten Mannschaft in der zweitklassigen Eerste divisie eingesetzt worden war, spielte er seit 2010 in der ersten Mannschaft in der Ehrendivision und gewann mit der Mannschaft 2011, 2013, 2014 und 2015 den niederländischen Pokalwettbewerb und 2014 und 2015 auch die Landesmeisterschaft. 2015 kehrte er nach Russland zurück und spielte eine Saison bei Sauralje Kurgan in der Wysschaja Hockey-Liga. Anschließend kehrte er nach Tilburg zurück, wo er mit den Trappers in der deutschen Oberliga Nord spielt. 2017 und 2018 konnte er mit seinem Klub die Deutsche Oberligameisterschaft gewinnen.

### International
Für die Herren-Nationalmannschaft debütierte Loginov nach seiner Einbürgerung bei der Weltmeisterschaft 2018 in der Division II und erreichte mit dem Team den Aufstieg in die Division I. Zudem vertrat er seine Farben bei der Olympiaqualifikation für die Winterspiele 2022 in Peking.

## Erfolge und Auszeichnungen
- 2011 Niederländischer Pokalsieger mit den Tilburg Trappers
- 2013 Niederländischer Pokalsieger mit den Tilburg Trappers
- 2014 Niederländischer Meister und Pokalsieger mit den Tilburg Trappers
- 2015 Niederländischer Meister und Pokalsieger mit den Tilburg Trappers
- 2017 Deutscher Oberligameister mit den Tilburg Trappers
- 2018 Deutscher Oberligameister mit den Tilburg Trappers
- 2018 Aufstieg in die Division I, Gruppe B, bei der Weltmeisterschaft der Division II, Gruppe A